# Nadgoplańska Komunikacja Autobusowa w Kruszwicy
Nadgoplańska Komunikacja Autobusowa Kruszwica (NKA Kruszwica) z siedzibą w Grodztwie – przedsiębiorstwo zajmujące się usługami związanymi z rozkładowym transportem pasażerskim i transportem w komunikacji miejskiej. 

## Tabor

### Aktualna flota
| Aktualny tabor NKA Kruszwica       | Aktualny tabor NKA Kruszwica | Aktualny tabor NKA Kruszwica | Aktualny tabor NKA Kruszwica | Aktualny tabor NKA Kruszwica |
| Marka, model                       | Rok produkcji                | Rok zakupu                   | Liczba pojazdów              |                              |
| ---------------------------------- | ---------------------------- | ---------------------------- | ---------------------------- | ---------------------------- |
| Autosan A0909L.01.01               | 2000                         | 2018                         | 1                            |                              |
| Autosan A1010T.02.01               | 2004                         | 2004                         | 1                            |                              |
| Autosan H7-10.05                   | 2005                         | 2019                         | 1                            |                              |
| Autosan H9-21.41                   | 2006                         | 2006                         | 3                            |                              |
| Autosan H9-21/A09                  | 2007, 2008                   | 2007, 2008                   | 3                            |                              |
| Autosan A0909L.05.01               | 2009                         | 2009                         | 1                            |                              |
| Ford Transit VII                   | 2010                         | 2021                         | 1                            |                              |
| Irisbus Crossway 12M               | 2013                         | 2023                         | 5                            |                              |
| Irisbus Crossway 12.8M             | 2009                         | 2019                         | 1                            |                              |
| Iveco Crossway Pro 12M             | 2014                         | 2014                         | 1                            |                              |
| Mercedes-Benz 316 CDI              | 2010                         | 2021                         | 1                            |                              |
| Mercedes-Benz O550                 | 2005                         | 2015                         | 1                            |                              |
| Mercedes-Benz Tourismo 16RHD/2     | 2017                         | 2017                         | 1                            |                              |
| Mercedes-Benz Tourismo E16 RHD M/2 | 2018, 2020                   | 2018, 2022                   | 2                            |                              |
| Mercedes-Benz Tourismo RH          | 2010                         | 2017                         | 2                            |                              |
| SOR C10,5                          | 2006, 2007, 2009             | 2017, 2018, 2019             | 4                            |                              |
| SOR C12                            | 2013                         | 2021, 2022                   | 3                            |                              |
| SOR CN12                           | 2006                         | 2017                         | 2                            |                              |
| SOR LC12                           | 2011, 2012                   | 2011, 2022                   | 2                            |                              |
| SOR LH10,5                         | 2013                         | 2013                         | 1                            |                              |
| SOR LH12                           | 2012, 2013                   | 2012, 2013                   | 5                            |                              |
| Setra S412 UL                      | 2008, 2009                   | 2008, 2010                   | 2                            |                              |
| Setra S415 UL                      | 2008, 2009                   | 2008, 2009                   | 2                            |                              |
| Setra S415 GT                      | 2009, 2011                   | 2011, 2018                   | 2                            |                              |
| Setra S415 GT-HD                   | 2007, 2013                   | 2007, 2013                   | 3                            |                              |
| Setra S516 MD                      | 2015, 2016                   | 2015, 2016                   | 2                            |                              |
| Setra S516 HD/2                    | 2023                         | 2023                         | 1                            |                              |

### Historyczna flota
| Historyczny tabor NKA Kruszwica   | Historyczny tabor NKA Kruszwica | Historyczny tabor NKA Kruszwica | Historyczny tabor NKA Kruszwica | Historyczny tabor NKA Kruszwica |
| Marka, model                      | Rok produkcji                   | Lata eksploatacji               | Liczba pojazdów                 |                                 |
| --------------------------------- | ------------------------------- | ------------------------------- | ------------------------------- | ------------------------------- |
| Autosan H9-21                     | 1985, 1987, 1988, 1989          | 1998–2019                       | 5                               |                                 |
| Autosan H6-10.03                  | 1998, 1999                      | 1915–2024                       | 2                               |                                 |
| Autosan H9-21.41                  | 2000, 2004, 2005                | 2000–2023                       | 5                               |                                 |
| Autosan H10-10.02A                | 2002                            | 2002–2019                       | 1                               |                                 |
| Autosan A0909L.01.01              | 2000                            | 2000–2019                       | 1                               |                                 |
| Autosan A1010T.02.01              | 2001                            | 2001–2019                       | 1                               |                                 |
| Autosan H7-10.06                  | 2006                            | 2006–2008                       | 1                               |                                 |
| Karosa C734.00                    | ?                               | ?–?                             | 1                               |                                 |
| Mercedes-Benz O550                | 2002                            | 2014–2023                       | 1                               |                                 |
| Mercedes-Benz O345Ü               | 1998, 1999                      | 2014–2021                       | 2                               |                                 |
| Mercedes-Benz O345H               | 2002                            | 2015–2020                       | 1                               |                                 |
| Mercedes-Benz 316 CDI             | 2002                            | 2004–?                          | 1                               |                                 |
| Mercedes-Benz 615 D               | ?                               | 2004–?                          | 1                               |                                 |
| Mercedes-Benz 816 D / Indcar Wing | 2011                            | 2019–2023                       | 2                               |                                 |
| Setra S215 SL                     | 1984                            | 2006–2011                       | 1                               |                                 |
| Setra S213 UL                     | 1995                            | 2009–2020                       | 1                               |                                 |
| Setra S215 UL                     | 1996                            | 2010–2020                       | 1                               |                                 |
| Setra S315 GT-HD                  | 2001                            | 2013–2019                       | 1                               |                                 |
| SOR LH10,5                        | 2012                            | 2012–?                          | 1                               |                                 |
| Volkswagen Crafter 50             | 2010                            | 2010–2012                       | 2                               |                                 |

## Linie autobusowe

### Komercyjne
| KRUSZWICA/INOWROCŁAW ↔ TORUŃ | KRUSZWICA/INOWROCŁAW ↔ TORUŃ | KRUSZWICA/INOWROCŁAW ↔ TORUŃ | KRUSZWICA/INOWROCŁAW ↔ TORUŃ | KRUSZWICA/INOWROCŁAW ↔ TORUŃ |
| --- | ---------------------------- | ---------------------------- | ---------------------------- | ---------------------------- |
| Kruszwica – Kobylniki – Rożniaty – Janowice – Przedbojewice – Tupadły – Inowrocław – Balin – Latkowo – Szadłowice – Wierzchosławice – Wielowieś – Gniewkowo – Michałowo – Suchatówka – Cierpice – Mała Nieszawka – Toruń                                                                                   |                              |                              |                              |                              |
| KRUSZWICA ↔ INOWROCŁAW |                              |                              |                              |                              |
| Kruszwica – Kobylniki – Rożniaty – Janowice – Przedbojewice – Tupadły – Inowrocław |                              |                              |                              |                              |
| PIOTRKÓW KUJAWSKI ↔ INOWROCŁAW |                              |                              |                              |                              |
| Piotrków Kujawski – Jerzyce – Leszcze – Kaspral – Brześć – Złotowo – Popowo – Ostrowo – Witowice – Kobylnica – Chełmce – Tarnówko – Janocin – Gocanowo – Grodztwo – Kruszwica – Kobylniki – Rożniaty – Janowice – Przedbojewice – Tupadły – Inowrocław                                                     |                              |                              |                              |                              |
| BYCZ/PIOTRKÓW KUJAWSKI ↔ INOWROCŁAW |                              |                              |                              |                              |
| Bycz – Słuchaj – Kozy – Malina – Gradowo – Wójcin – Piotrków Kujawski – Kaczewo – Świątniki – Radziejów – Chełmce – Tarnówko – Janocin – Gocanowo – Grodztwo – Kruszwica – Kobylniki – Rożniaty – Janowice – Przedbojewice – Tupadły – Inowrocław                                                          |                              |                              |                              |                              |
| INOWROCŁAW ↔ KATOWICE (linia zawieszona) |                              |                              |                              |                              |
| Inowrocław – Kruszwica – Chełmce – Radziejów – Piotrków Kujawski – Wierzbinek – Sompolno – Dęby Szlacheckie – Koło – Chełmno – Dąbie – Uniejów – Zygry – Szadek – Zduńska Wola – Łask – Buczek – Szczerców – Strzelce Wielkie – Dubidze – Nowa Brzeźnica – Ważne Młyny – Częstochowa – Siewierz – Katowice |                              |                              |                              |                              |
| BRZEŚĆ → GRODZTWO |                              |                              |                              |                              |
| Brześć – Karsk – Witowice – Kobylnica – Chełmce – Tarnówko – Janocin – Gocanowo – Grodztwo |                              |                              |                              |                              |
| BRZEŚĆ → KOBYLNIKI |                              |                              |                              |                              |
| Brześć – Złotowo – Popowo – Ostrowo – Witowice – Kobylnica – Chełmce – Tarnówko – Janocin – Gocanowo – Grodztwo – Kruszwica – Kobylniki |                              |                              |                              |                              |
| PIOTRKÓW KUJAWSKI → GRODZTWO |                              |                              |                              |                              |
| Piotrków Kujawski – Jerzyce – Leszcze – Kaspral – Brześć – Złotowo – Popowo – Ostrowo – Witowice – Kobylnica – Chełmce – Tarnówko – Janocin – Gocanowo – Grodztwo |                              |                              |                              |                              |
| KRUSZWICA → GNIEWKOWO |                              |                              |                              |                              |
| Kruszwica – Kobylniki – Rożniaty – Janowice – Przedbojewice – Tupadły – Inowrocław – Balin – Latkowo – Szadłowice – Wierzchosławice – Wielowieś – Gniewkowo |                              |                              |                              |                              |
| GNIEWKOWO → BRZEŚĆ |                              |                              |                              |                              |
| Gniewkowo – Wielowieś – Wierzchosławice – Szadłowice – Latkowo – Balin – Inowrocław – Tupadły – Przedbojewice – Janowice – Rożniaty – Kobylniki – Kruszwica – Grodztwo – Gocanowo – Janocin – Tarnówko – Chełmce – Kobylnica – Witowice – Witowiczki – Ostrowo – Popowo – Złotowo – Brześć                 |                              |                              |                              |                              |
| INOWROCŁAW → BRZEŚĆ |                              |                              |                              |                              |
| Inowrocław – Tupadły – Przedbojewice – Janowice – Rożniaty – Kobylniki – Kruszwica – Grodztwo – Gocanowo – Janocin – Tarnówko – Chełmce – Kobylnica – Witowice – Ostrowo – Popowo – Złotowo – Brześć |                              |                              |                              |                              |

### Gminne (GTA Kruszwica)
| 1 | 1 | 1 | 1 | 1 |
| --- | - | - | - | - |
| Kruszwica – Grodztwo – Bródzki – Piecki – Wola Wapowska – Papros – Wola Wapowska – Skotniki – Piaski – Piecki – Bachorce – Tarnowo – Gocanówko – Głębokie – Gocanówko – Tarnowo – Bródzki – Grodztwo – Kruszwica |   |   |   |   |
| 2 |   |   |   |   |
| Kruszwica – Łagiewniki – Rzepowo – Polanowice – Racice – Lachmirowice – Chrosno – Lachmirowice – Sukowy – Racice – Polanowice – Rzepowo – Łagiewniki – Kruszwica                                                 |   |   |   |   |

### Powiatowe (PTA Inowrocław)
| Źródło | Źródło                         | Źródło                         | Źródło                         | Źródło                         |
| Linia A – PĘCHOWO ↔ INOWROCŁAW | Linia A – PĘCHOWO ↔ INOWROCŁAW | Linia A – PĘCHOWO ↔ INOWROCŁAW | Linia A – PĘCHOWO ↔ INOWROCŁAW | Linia A – PĘCHOWO ↔ INOWROCŁAW |
| --- | ------------------------------ | ------------------------------ | ------------------------------ | ------------------------------ |
| Pęchowo – Krążkowo – Dąbrówka Kujawska – Palczyn – Pęchowo – Lisewo Kościelne – Rucewko – Rucewo – Złotniki Kujawskie – Krężoły – Tuczno – Helenowo – Turlejewo – Pławin – Radłówek – Sójkowo – Sławęcin – Sławęcinek – Inowrocław                                                              |                                |                                |                                |                                |
| Linia B – CHRÓSTOWO ↔ INOWROCŁAW |                                |                                |                                |                                |
| Chróstowo – Walentynowo – Chlewiska – Mleczkowo – Wola Stanomińska – Brudnia – Ośniszczewko – Ośniszczewo – Zagajewiczki – Zagajewice – Wonorze – Modliborzyce – Parchanie – Słońsko – Olszewice – Turzany – Dalkowo – Jacewo – Inowrocław                                                      |                                |                                |                                |                                |
| Linia C – GNIEWKOWO ↔ INOWROCŁAW |                                |                                |                                |                                |
| Gniewkowo – Lipionka – Gąski – Parchanki – Parchanie – Modliborzyce – Szpital – Gąski – Wierzbiczany – Ostrowo – Wierzchosławice – Skalmierowice – Szadłowice – Więcławice – Latkowo – Balin – Inowrocław                                                                                       |                                |                                |                                |                                |
| Linia D – JANKOWO ↔ INOWROCŁAW |                                |                                |                                |                                |
| Jankowo – Pakość – Wielowieś – Rycerzewo – Kościelec – Dziarnowo – Batkowo – Inowrocław |                                |                                |                                |                                |
| Linia E – GNIEWKOWO ↔ INOWROCŁAW |                                |                                |                                |                                |
| Gniewkowo – Wielowieś – Kaczkowo – Płonkowo – Płonkówko – Rojewo – Żelechlin – Liszkowo – Wybranowo – Ściborze – Dobiesławice – Ściborze – Orłowo – Kłopot – Inowrocław |                                |                                |                                |                                |
| Linia G – INOWROCŁAW → GNIEWKOWO → INOWROCŁAW |                                |                                |                                |                                |
| Inowrocław – Balin – Latkowo – Szadłowice – Wierzchosławice – Wielowieś – Gniewkowo – Lipie – Murzynko – Murzynno – Żyrosławice – Murzynno – Kawęczyn – Stare Grabie – Kijewo – Warzyn – Branno – Markowo – Gniewkowo – Wielowieś – Wierzchosławice – Szadłowice – Latkowo – Balin – Inowrocław |                                |                                |                                |                                |
| Linia H – BRONIEWICE ↔ INOWROCŁAW |                                |                                |                                |                                |
| Broniewice – Wierzejewice – Kołodziejewo – Dębowo – Dębina – Korytkowo – Trląg – Broniewice – Janikowo – Kołuda Mała – Kołuda Wielka – Janikowo – Węgierce – Gorzany – Kościelec – Dziarnowo – Batkowo – Inowrocław                                                                             |                                |                                |                                |                                |
| Linia I – JANIKOWO ↔ INOWROCŁAW |                                |                                |                                |                                |
| Janikowo – Sielec – Kołuda Wielka – Ludzisko – Balice – Góry – Ołdrzychowo – Skalmierowice – Balice – Ludzisko – Krusza Zamkowa – Inowrocław |                                |                                |                                |                                |
| Linia J – KONARY ↔ INOWROCŁAW |                                |                                |                                |                                |
| Konary – Pieranie – Bąkowo – Przybysław – Dąbrowa Biskupia – Stanomin – Ośniszczewko – Zagajewiczki – Wonorze – Modliborzyce – Parchanie – Marcinkowo – Turzany – Dalkowo – Jacewo – Inowrocław                                                                                                 |                                |                                |                                |                                |
| Linia K – INOWROCŁAW → BALCZEWO → INOWROCŁAW |                                |                                |                                |                                |
| Inowrocław – Jacewo – Dalkowo – Turzany – Balczewo – Komaszyce – Dziennice – Dulsk – Jaronty – Trzaski – Komaszyce – Marulewy – Jacewo – Inowrocław |                                |                                |                                |                                |
| Linia L – INOWROCŁAW → PIOTRKOWICE → INOWROCŁAW |                                |                                |                                |                                |
| Inowrocław – Tupadły – Krusza Zamkowa – Krusza Podlotowa – Żalinowo – Piotrkowice – Krusza Podlotowa – Krusza Zamkowa – Krusza Duchowna – Tupadły – Inowrocław |                                |                                |                                |                                |
| Linia M – INOWROCŁAW → SZARLEJ → INOWROCŁAW |                                |                                |                                |                                |
| Inowrocław – Sikorowo – Jaronty – Dulsk – Pławinek – Dulsk – Góra – Łąkocin – Góra – Witowy – Karczyn – Szarlej – Łojewo – Sikorowo – Inowrocław |                                |                                |                                |                                |
| Linia N – ZŁOTNIKI KUJAWSKIE ↔ INOWROCŁAW |                                |                                |                                |                                |
| Złotniki Kujawskie – Gniewkówiec – Tupadły – Broniewo – Budziaki – Żelechlin – Liszkowo – Wybranowo – Jaksice – Oporówek – Czyste – Gnojno – Inowrocław |                                |                                |                                |                                |

### Pracownicze
| INOWROCŁAW ↔ CYKORIA | INOWROCŁAW ↔ CYKORIA | INOWROCŁAW ↔ CYKORIA | INOWROCŁAW ↔ CYKORIA | INOWROCŁAW ↔ CYKORIA |
| -------------------- | -------------------- | -------------------- | -------------------- | -------------------- |